# Gare de Tilly
La gare de Tilly est une gare ferroviaire belge située sur la ligne 140 d'Ottignies à Marcinelle, à Tilly, section de la commune de Villers-la-Ville dans la province du Brabant wallon. 
C'est une halte voyageurs de la Société nationale des chemins de fer belges (SNCB) desservie par des trains du réseau suburbain de Charleroi (trains S).

## Histoire
La gare de Tilly est mise en service le 14 août 1855, lors de l'ouverture de la ligne d'Ottignies à Charleroi-Ouest de la compagnie du Chemin de fer de Charleroi à Louvain.
Cette compagnie, devenue Chemin de fer de l'Est-Belge en 1859, devint par fusion la compagnie du Grand Central Belge entre 1864 et 1871. La ligne fut nationalisée lorsque l'administration des chemins de fer de l'État belge reprit le contrôle du Grand Central belge entre 1897 et 1898.
La gare de Tilly possédait autrefois une cour à marchandises, utilisée pour le chargement et le déchargement de wagons pour l'industrie locale ; un chemin de fer à voie étroite partait de la gare de Tilly pour desservir la sablière de Tilly.  

### Les bâtiments de la gare

#### La gare de 1855
La compagnie Charleroi-Louvain construit un bâtiment de gare qui a par la suite été remplacé en 1877 et démoli. Son apparence n'est pas connue.

#### La gare de 1877
En 1877, un second bâtiment, plus vaste, est construit par le Grand Central Belge qui mit au point un modèle de gare standard, principalement pour remplacer les premières gares héritées des anciennes compagnies qui le constituent mais aussi sur les nouvelles lignes qu'il était en train de construire. 15 de ces gares furent construites et celles de Berzée, Jamioulx, Ham-sur-Heure et Ransart étaient identiques à celle de Tilly.
Il s'agit d'un long bâtiment sans étage comprenant entre 8 et 26 travées selon les besoins (la gare de Tilly en comporte 10) sous bâtière longitudinale qui se verra parfois gratifié d'un second étage de trois travées sous toiture à croupes servant de logement de fonction (celle de Tilly a gardé un seul niveau sur toute sa longueur).
Le pignon est recouvert de rampants de pierre et il existe des motifs en ferronnerie sur les crossettes et le pinacle ainsi qu'un oculus largement dimensionné et entouré de pierre surplombe un bandeau de pierre sous lequel se prolonge le fronton des parois longitudinales.
Ce fronton est décoré d'une frise en briques munie d'arceaux et chaque travée des parois longitudinales est bordée par un lésène de brique aux motif de bandes lombardes caractéristiques du Grand Central Belge. Un cordon de pierre court au niveau des seuils des fenêtres du rez-de-chaussée.
Les arcs bombés des ouvertures (qui sont toutes des portes sauf au niveau du logement de fonction qui se trouve à une extrémité) sont surmontés d'une clé en pierre et il existe des pilastres d'angle en brique à bossages de pierre.
En 1901, un bâtiment servant logement de pour le chef de gare est adjoint à la gare de Tilly une dizaine de mètres plus loin pour un prix avoisinant les 15 000 francs. Il n'a pas les mêmes caractéristiques stylistiques que ceux des autres gares du Grand Central Belge pas plus que celles des gares de la compagnie nationale. Réparti sur deux étages, ce haut bâtiment qui est devenu une habitation privée comporte trois travées côté rue et deux côté voie, est construit en brique avec une frise au pignon et possède des linteaux droits de pierre surmontés d'arcs de décharge.
Le long bâtiment de gare est désormais inutilisé et muré et semble avoir été reconverti dépendance de l'usine 5N Plus (anciennement Sidech), classée Seveso. Une partie de l'ancienne place de la gare se trouve maintenant sur le terrain de l'usine.

#### La gare de 1979
Un nouveau bâtiment plus petit a été construit en 1981, plus près du centre de Tilly, en contrebas de la voie à l'autre bout des quais là où se trouve un pont routier (l'ancienne gare se trouve en effet dans une impasse) et un second bâtiment technique a été construit de l'autre côté du pont vers 1984.
La nouvelle gare consiste en une modeste construction en brique à toit plat disposée entre deux cloisons plus hautes. Elle fut dessinée en 1979 par l'architecte Marius Marius Bibert. Après la fermeture des guichets, elle a été rénovée et semble avoir été reconvertie en bureau.

## Service des voyageurs

### Accueil
Halte SNCB, c'est un point d'arrêt non gardé (PANG) à entrée libre

### Desserte
Tilly est desservie par des trains Suburbains (S61) et Touristiques (ICT) de la SNCB qui effectuent des missions sur la ligne 140 (Charleroi-Central - Ottignies).
La desserte est constituée de trains S61 reliant toutes les heures Jambes à Wavre via Namur, Charleroi-Central et Ottignies, renforcés en semaine par trois trains S61 supplémentaires de Charleroi-Central à Ottignies, le matin, qui effectuent le trajet inverse en fin d’après-midi.

## Comptage voyageurs
Ce graphique et tableau montre le nombre de voyageurs embarquant en moyenne durant la semaine, le samedi et le dimanche.
| Nombre de passagers qui embarquent à la gare de Tilly | Nombre de passagers qui embarquent à la gare de Tilly | Nombre de passagers qui embarquent à la gare de Tilly | Nombre de passagers qui embarquent à la gare de Tilly |
|                                                       | Semaine                                               | Samedi                                                | Dimanche                                              |
| ----------------------------------------------------- | ----------------------------------------------------- | ----------------------------------------------------- | ----------------------------------------------------- |
| 1977                                                  | 189                                                   | 40                                                    | 26                                                    |
| 1978                                                  | 304                                                   | 47                                                    | 30                                                    |
| 1979                                                  | 214                                                   | 89                                                    | 27                                                    |
| 1980                                                  | 199                                                   | 47                                                    | 20                                                    |
| 1981                                                  | 223                                                   | 51                                                    | 45                                                    |
| 1982                                                  | 318                                                   | 32                                                    | 41                                                    |
| 1983                                                  | 302                                                   | 52                                                    | 37                                                    |
| 1984                                                  | 144                                                   | 17                                                    | 16                                                    |
| 1985                                                  | 180                                                   | 63                                                    | 40                                                    |
| 1986                                                  | 224                                                   | 41                                                    | 44                                                    |
| 1987                                                  | 226                                                   | 36                                                    | 36                                                    |
| 1988                                                  | 193                                                   | 48                                                    | 46                                                    |
| 1989                                                  | 206                                                   | 32                                                    | 30                                                    |
| 1990                                                  | 150                                                   | 35                                                    | 29                                                    |
| 1991                                                  | 203                                                   | 50                                                    | 44                                                    |
| 1992                                                  | 223                                                   | 38                                                    | 27                                                    |
| 1993                                                  | 263                                                   | 26                                                    | 22                                                    |
| 1994                                                  | 271                                                   | 40                                                    | 99                                                    |
| 1995                                                  | 245                                                   | 31                                                    | 46                                                    |
| 1996                                                  | 233                                                   | 67                                                    | -                                                     |
| 1997                                                  | 242                                                   | 46                                                    | -                                                     |
| 1998                                                  | 226                                                   | 41                                                    | 24                                                    |
| 1999                                                  | 232                                                   | 32                                                    | 30                                                    |
| 2000                                                  | 216                                                   | 46                                                    | 23                                                    |
| 2001                                                  | 253                                                   | 32                                                    | 30                                                    |
| 2002                                                  | 218                                                   | 29                                                    | 22                                                    |
| 2003                                                  | 233                                                   | 34                                                    | 34                                                    |
| 2004                                                  | 248                                                   | 42                                                    | 48                                                    |
| 2005                                                  | 267                                                   | 52                                                    | 49                                                    |
| 2006                                                  | 230                                                   | 28                                                    | 36                                                    |
| 2007                                                  | 237                                                   | 46                                                    | 40                                                    |
| 2008                                                  | -                                                     | -                                                     | -                                                     |
| 2009                                                  | 199                                                   | 41                                                    | 34                                                    |
| 2010                                                  | -                                                     | -                                                     | -                                                     |
| 2011                                                  | -                                                     | -                                                     | -                                                     |
| 2012                                                  | 260                                                   | 91                                                    | 50                                                    |
| 2013                                                  | 205                                                   | 57                                                    | 44                                                    |
| 2014                                                  | 205                                                   | 39                                                    | 58                                                    |
| 2015                                                  | 241                                                   | 60                                                    | 39                                                    |
| 2016                                                  | 217                                                   | 79                                                    | 32                                                    |
| 2017                                                  | 259                                                   | 52                                                    | 31                                                    |
| 2018                                                  | 209                                                   | 34                                                    | 37                                                    |
| 2019                                                  | 200                                                   | 28                                                    | 24                                                    |
| 2020                                                  | 176                                                   | 34                                                    | 35                                                    |
| 2021                                                  | -                                                     | -                                                     | -                                                     |
| 2022                                                  | 179                                                   | 51                                                    | 53                                                    |
| 2023                                                  | 232                                                   | 59                                                    | 54                                                    |
| 2024                                                  | 249                                                   | 17                                                    | 61                                                    |

## Galerie de photographies

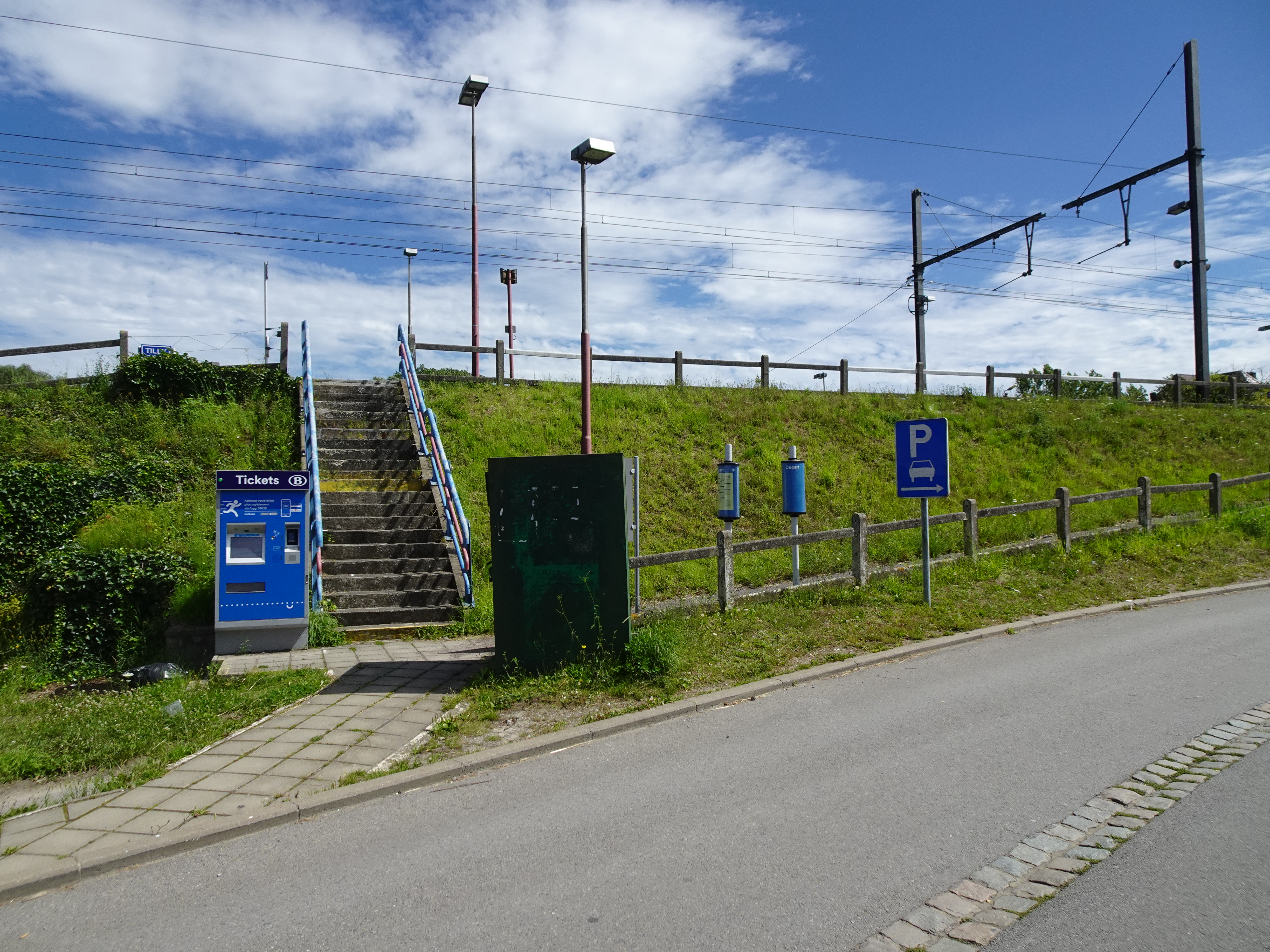
Entrée de la halte.
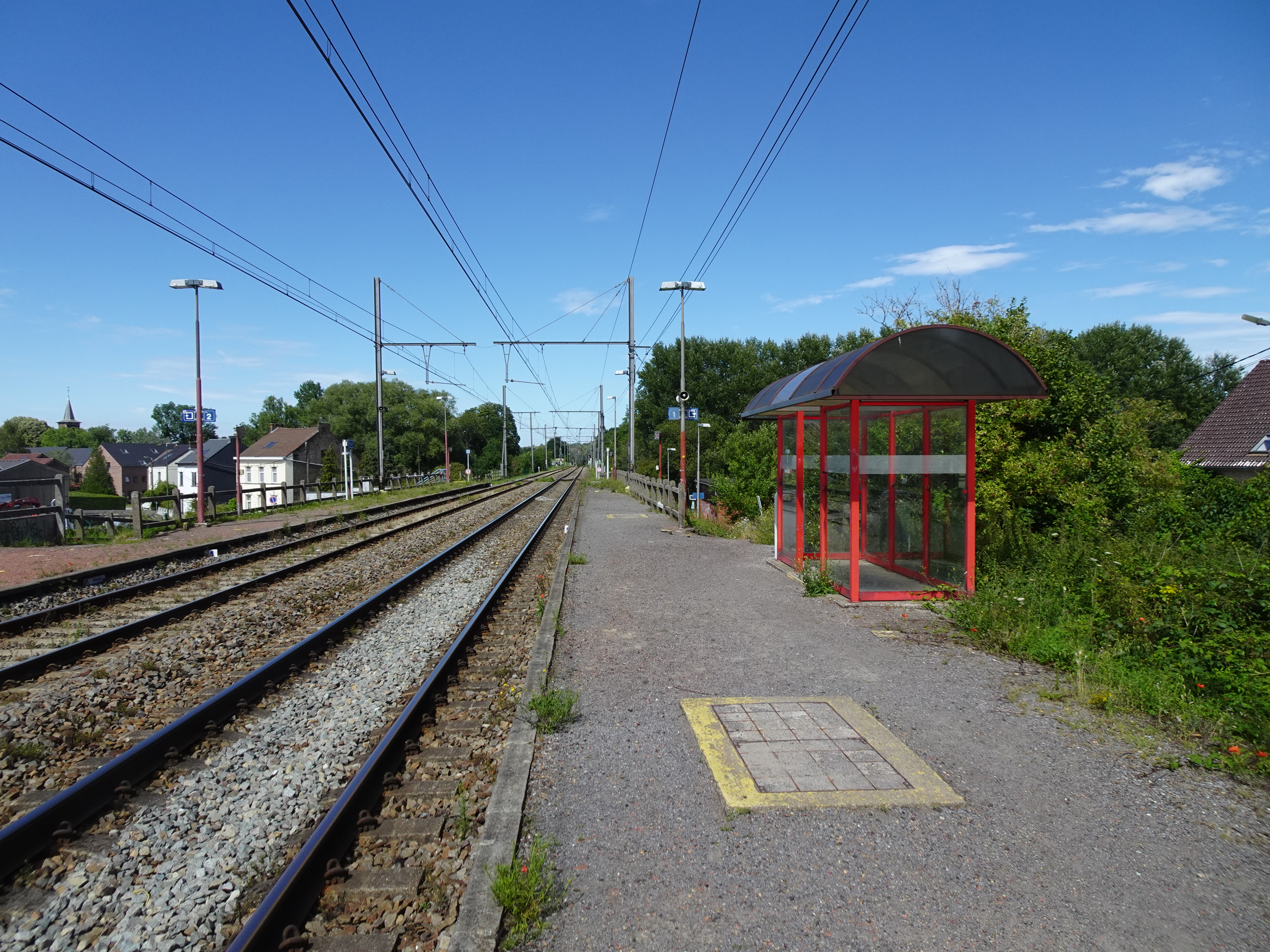
Quais de la halte.
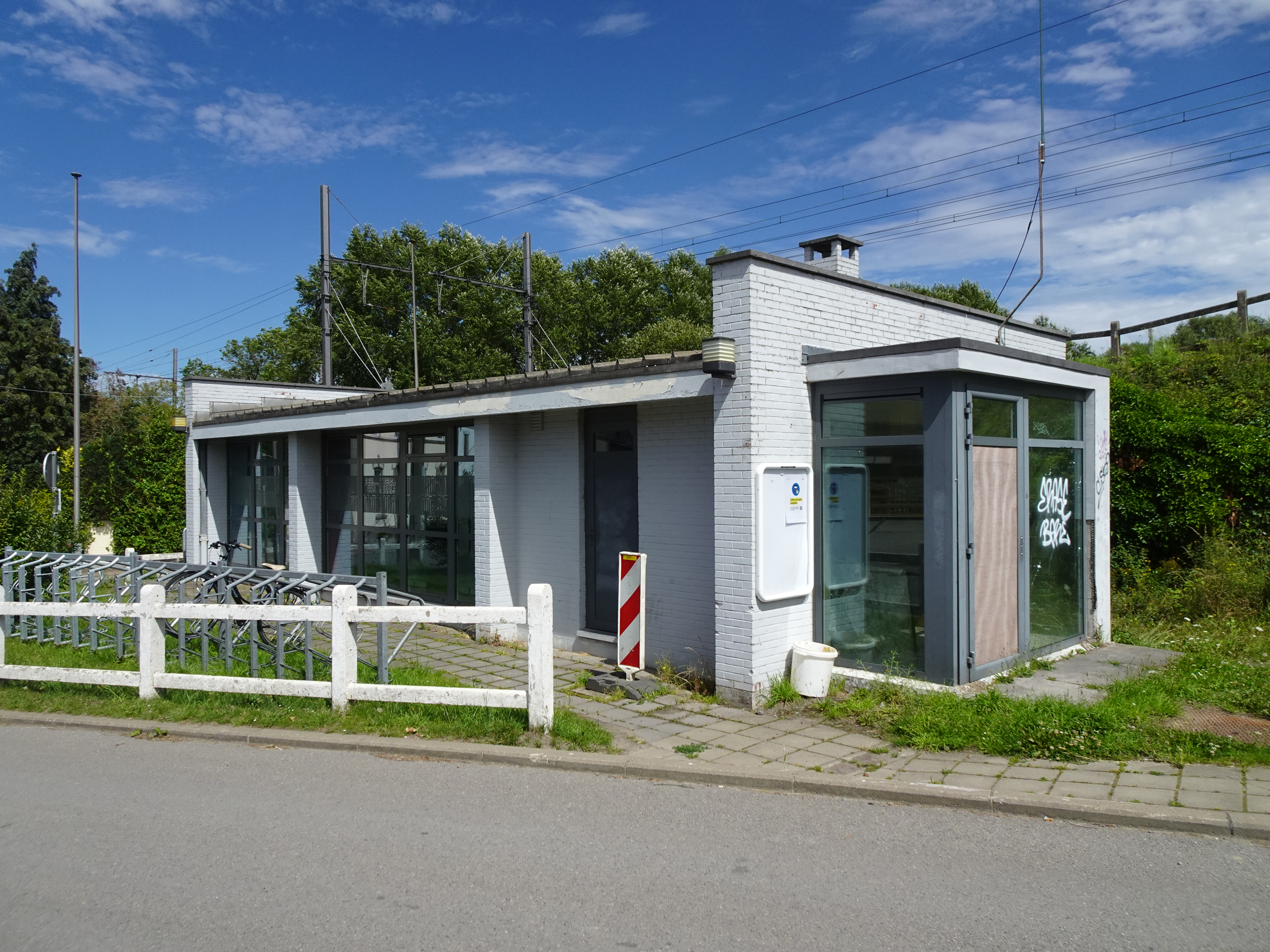
Ancien bâtiment de 1981, reconverti en bibliothèque.
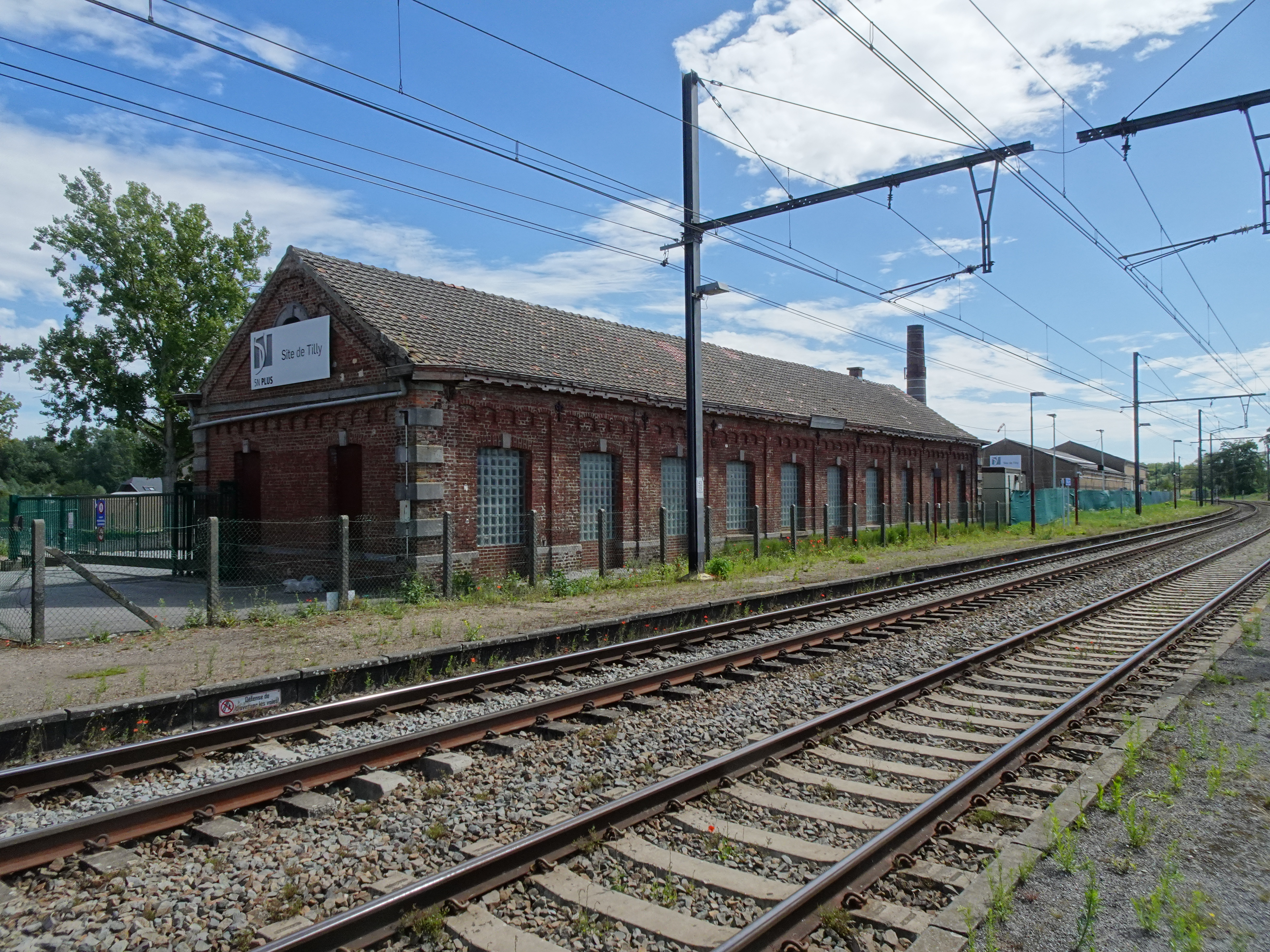
Ancien bâtiment de 1877, reconverti en entrepôt.
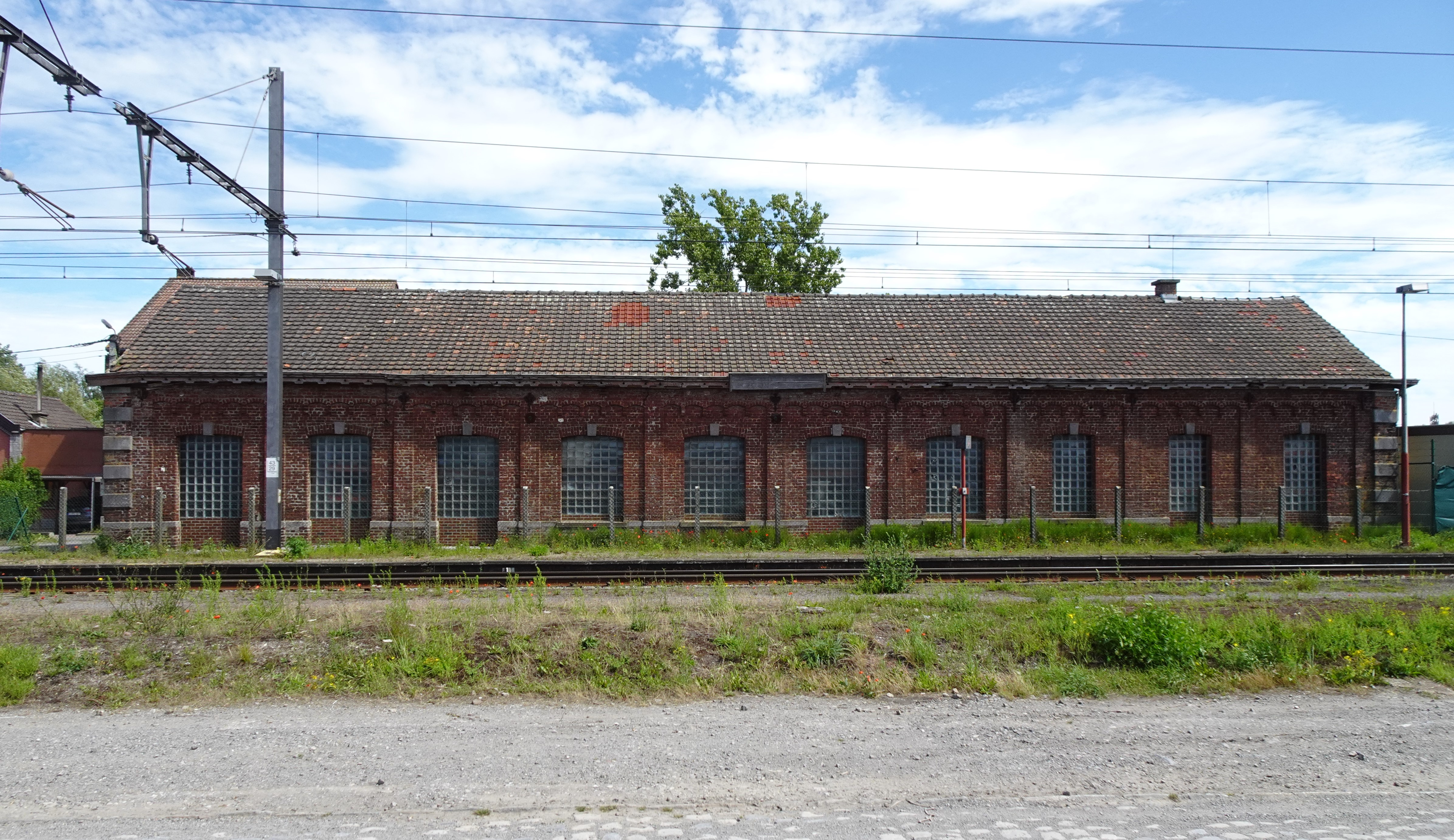
Vue de profil.
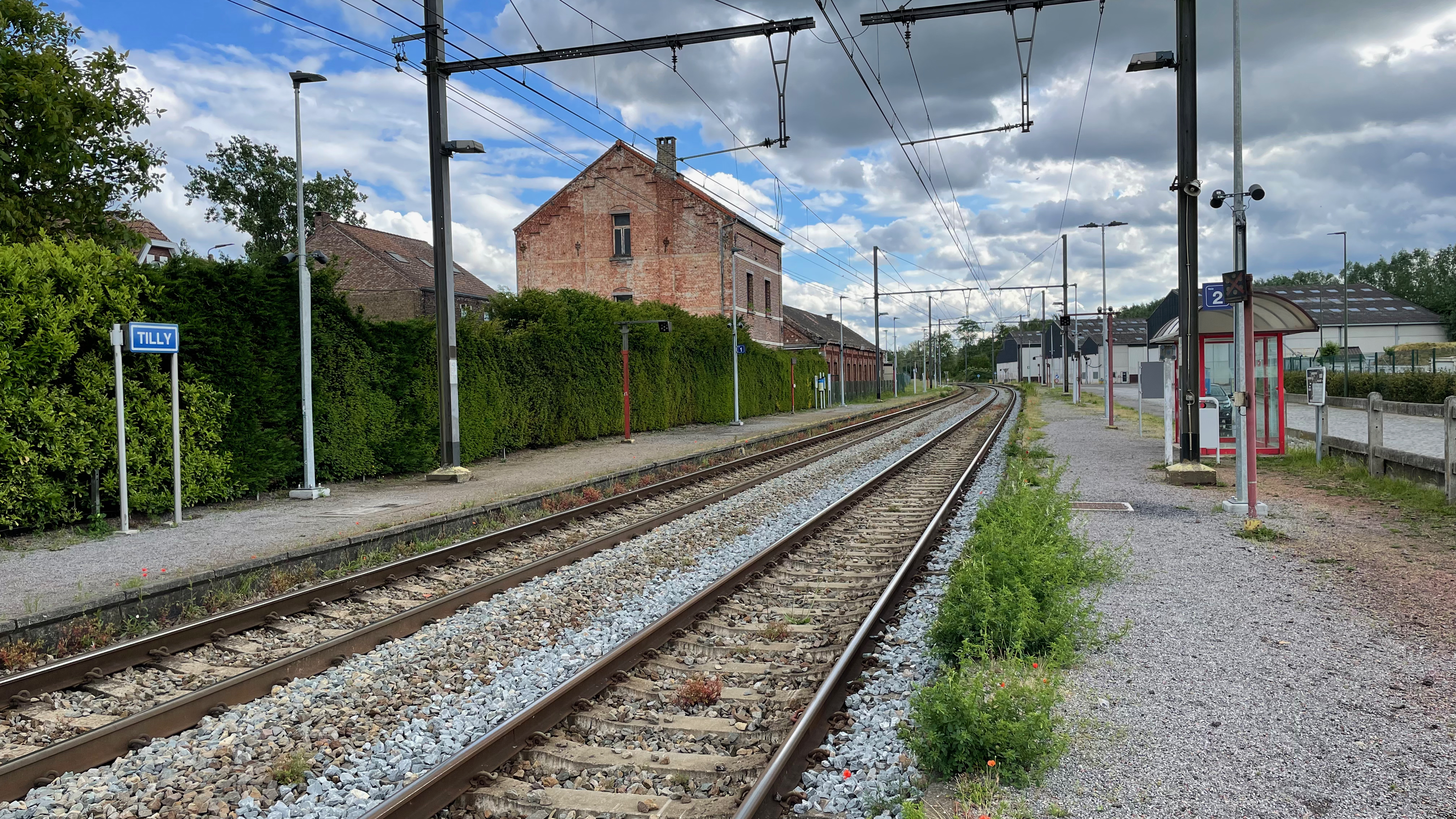
Ancienne maison du chef de gare.
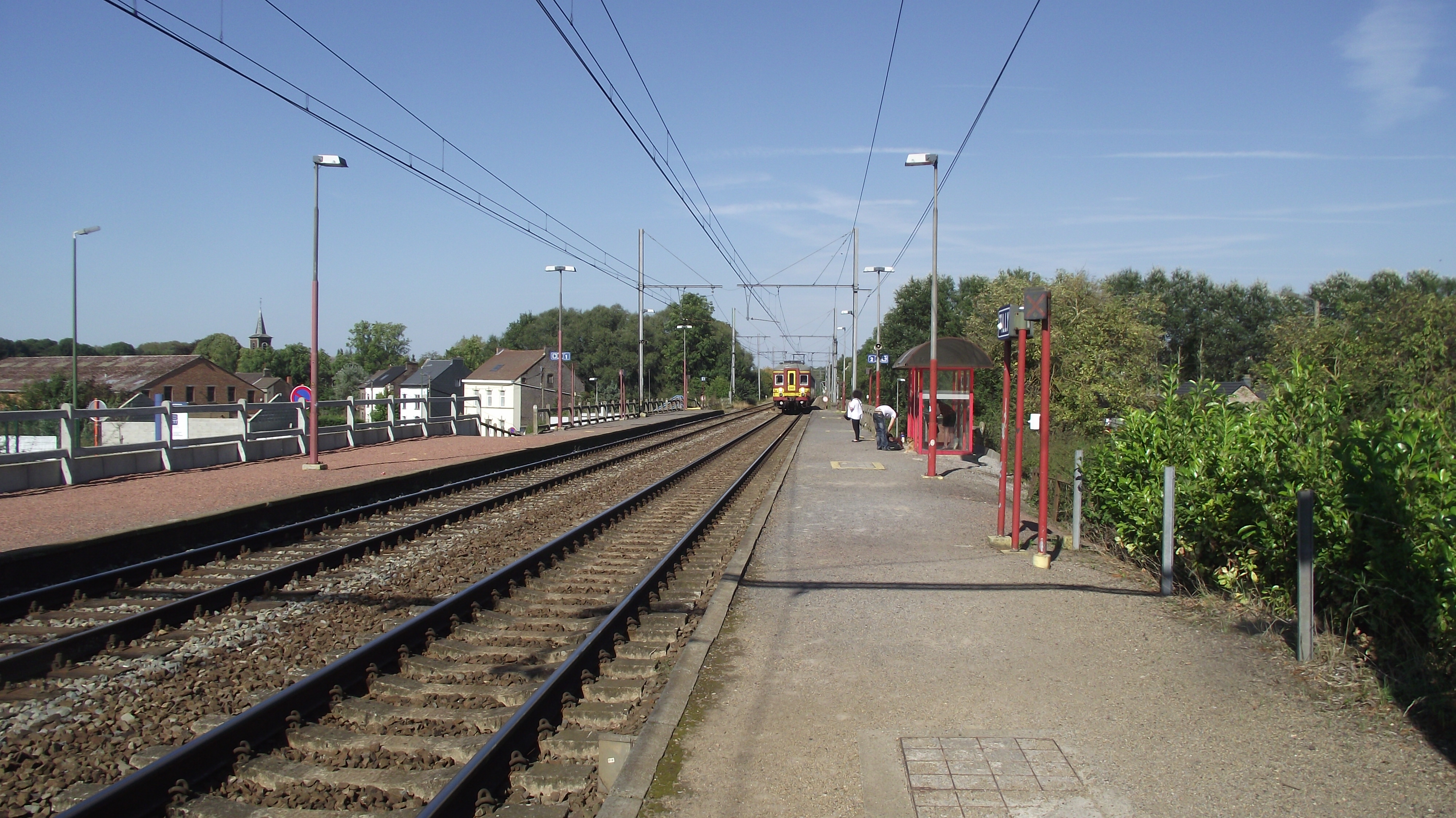
Arrivée d'un train L en 2012.